# Lagonglong
Lagonglong é um município de  quinta classe de renda municipal (d) na província Misamis Oriental, nas Filipinas. De acordo com o censo de 1 de maio  de  2020 possui uma população de 24 190 pessoas e 5 491 domicílios.